# 1980年全米オープン (テニス)
1980年 全米オープン（1980ねんぜんべいオープン、US Open 1980）は、アメリカ・ニューヨークマンハッタンにある「USTAナショナル・テニスセンター」にて、1980年8月26日から9月7日にかけて開催された。

## 大会の流れ
- 男子シングルスは「128名」の選手による通常の7回戦制で行われた。
- 女子シングルスは「96名」の選手による7回戦制で行われ、32名の選手は「1回戦不戦勝」（抽選表では“Bye”と表示）があった。シード選手でも、1回戦から出場した人と、2回戦から登場した人がいる。2回戦から登場した選手が初戦敗退の場合は「2回戦＝初戦」と表記する。

## シード選手

### 男子シングルス
1. ビョルン・ボルグ　（準優勝）
2. ジョン・マッケンロー　（優勝、大会2連覇）
3. ジミー・コナーズ　（ベスト4）
4. ギレルモ・ビラス　（4回戦）
5. ビタス・ゲルレイティス　（2回戦）
6. ジーン・マイヤー　（1回戦、途中棄権）
7. ハロルド・ソロモン　（4回戦）
8. エディ・ディッブス　（2回戦）
9. ピーター・フレミング　（2回戦）
10. イワン・レンドル　（ベスト8）
11. ロスコー・タナー　（ベスト8）
12. ホセ・ルイス・クラーク　（1回戦）
13. ブライアン・ゴットフリート　（4回戦）
14. ヴォイチェフ・フィバク　（ベスト8）
15. ヤニック・ノア　（4回戦）
16. ビクトル・アマヤ　（3回戦）

### 女子シングルス
1. トレーシー・オースチン　（ベスト4）
2. マルチナ・ナブラチロワ　（4回戦）
3. クリス・エバート・ロイド　（優勝、2年ぶり5度目）
4. イボンヌ・グーラゴング・コーリー　（大会開始前に棄権）
5. ウェンディ・ターンブル　（3回戦）
6. ダイアン・フロムホルツ　（4回戦）
7. グリア・スティーブンス　（1回戦）
8. アンドレア・イエガー　（ベスト4）
9. ハナ・マンドリコワ　（準優勝）
10. バージニア・ルジッチ　（4回戦）
11. キャシー・ジョーダン　（4回戦）
12. バージニア・ウェード　（3回戦）
13. パム・シュライバー　（ベスト8）
14. イバンナ・マドルガ　（ベスト8）
15. ベティ・ストーブ　（1回戦）
16. レジナ・マルシコワ　（2回戦）

## 大会経過

### 男子シングルス
準々決勝
- ビョルン・ボルグ vs.  ロスコー・タナー　6-4, 3-6, 4-6, 7-5, 6-3
- ヨハン・クリーク vs.  ヴォイチェフ・フィバク　4-6, 6-2, 3-6, 6-1, 7-6
- ジミー・コナーズ vs.  エリオット・テルチャー　6-1, 3-6, 6-3, 6-0
- ジョン・マッケンロー vs.  イワン・レンドル　4-6, 6-3, 6-2, 7-5

準決勝
- ビョルン・ボルグ vs.  ヨハン・クリーク　4-6, 4-6, 6-1, 6-1, 6-1
- ジョン・マッケンロー vs.  ジミー・コナーズ　6-4, 5-7, 0-6, 6-3, 7-6

### 女子シングルス
準々決勝
- トレーシー・オースチン vs.  パム・シュライバー　6-2, 6-3
- クリス・エバート・ロイド vs.  ミマ・ヤウソベッツ　7-6, 6-2
- アンドレア・イエガー vs.  イバンナ・マドルガ　6-1, 6-3
- ハナ・マンドリコワ vs.  バーバラ・ホールクイスト　6-2, 6-2

準決勝
- クリス・エバート・ロイド vs.  トレーシー・オースチン　4-6, 6-1, 6-1
- ハナ・マンドリコワ vs.  アンドレア・イエガー　6-1, 3-6, 7-6

## 決勝戦の結果
- 男子シングルス： ジョン・マッケンロー vs.  ビョルン・ボルグ　7-6, 6-1, 6-7, 5-7, 6-4
- 女子シングルス： クリス・エバート・ロイド vs.  ハナ・マンドリコワ　5-7, 6-1, 6-1
- 男子ダブルス： スタン・スミス＆ ボブ・ルッツ vs.  ジョン・マッケンロー＆ ピーター・フレミング　7-6, 3-6, 6-1, 3-6, 6-3
- 女子ダブルス： ビリー・ジーン・キング＆ マルチナ・ナブラチロワ vs.  ベティ・ストーブ＆ パム・シュライバー　7-6, 7-5
- 混合ダブルス： マーティー・リーセン＆ ウェンディ・ターンブル vs.  フルー・マクミラン＆ ベティ・ストーブ　7-5, 6-2